# المساجد الخشبية
عمارة المساجد الخشبية إن بناء مسجد من الأخشاب يحتاج لحرفية عالية، وخصوصا إذا تم البناء دون استخدام المسامير. ويعد الأتراك أول من أنشأ الجوامع ذات الأسطح والأعمدة الخشبية، التي أدرجتها “يونيسكو” ضمن لائحتها المؤقتة للتراث العالمي، حيث تلفت الاهتمام منذ عصور طويلة لكونها تأتي ضمن أهم وأجمل دور العبادة التركية والإسلامية.
بنى الأتراك أول نماذج المساجد الخشبية في موطنهم الأصلي في آسيا الوسطى، قبل أن ينقلها السلاجقة فيما بعد إلى منطقة الأناضول.
وبنى السلاجقة أوائل هذه المساجد في قونيا على يد الوزير صاحب أتا، وقال مؤرخ الفنون التركي يشار إردمير إن تاريخ المساجد الخشبية يرجع إلى منطقة آسيا الوسطى، حيث أنشأ المسلمون الأتراك الأمثلة الأولى منها حول العالم.
على طراز معماري فريد من نوعه يعكس اهتمام المسلمين بفن العمارة الإسلامية.. بُنيت مساجد بمثابة التحف المعمارية الباقية على حالتها رغم تعاقب الأزمنة والقرون عليها، في واحدة من الأمثلة النادرة في فن العمارة الإسلامية التي بُنيت خلال فترة الحكم العثماني هي:

## المساجد خشبية المبنية بدون استخدام أية مسامير
وهي مساجد بُنيت بطريقة الألواح الخشبية المتداخلة، واستخدم المعماريون الخشب والحجارة المقطوعة فقط لتشييدها، دون الاستعانة بأية مسامير.
تضم تركيا أعدادا كبيرة من هذه المساجد المشيدة على هذا الطراز دون استخدام مسامير، وبالأخص ولاية «أوردو» التركية صاحبة العدد الأكبر منها

### مسجد «لالا لي»
ويعد مسجد مسجد «لالا لي» المستمد فكرته من زهرة التوليب أقدم هذه النماذج المبنية بهذه الطريقة بالولاية، حيث أسس تقريبا قبل 5 قرون مضت.
هذا المسجد لم يجر عليه أية أعمال ترميم تغير من طرازه المعماري القائم عليه منذ إنشائه قبل 500 عام، لكن تمت أعمال ترميم في السنوات الأخيرة بسبب عوامل مرور الزمن لكن على نفس شاكلة الطراز المستخدم دون استخدام أية مسمار- وفقا لما ورد في وكالة الأناضول التركية.
مسجد “كوغجيلي”
يقع مسجد “كوغجيلي” في محافظة سامسون بمنطقة البحر الأسود شمال تركيا، ويطلق عليه أيضا «الجامع الخالي من المسامير» ويعد أقدم المساجد الخشبية في تركيا، حيث يعود تاريخ بنائه إلى أكثر من 8 قرون مضت، ويرجع بعض العلماء المتخصصين تحديدا تاريخ إنشائه إلى عام 595 هـ - 1205 م، أي في العهد السلجوقي، ولكن لا يعرف من الذي أنشأه في الأساس.
وقد تم بناء المسجد من خشب السنديان بنفس طريقة الأخشاب المتداخلة دون استخدام مسامير، ويحتوي المسجد على زخارف سلجوقية، وعثمانية، بألوان رائعة على الجدران، وقد تم تصميمه بطريقة مقاومة للزلازل، وتم ترميمه في عام 2016 وتجديد بعض أجزائه دون إدخال أية مسامير عليه، كما جرت عليه عملية ترميم أخرى قبل ذلك بحوالي أكثر من 10 سنوات- وفقا لما ذكره موقع صحيفة الشرق الأوسط.

### مسجد قرية «أقتشه هاتيبلار»
يقع بقرية أقتشه هاتيبلار، بولاية «زونغولداك» التركية على البحر الأسود من أجمل المساجد المبنية بهذه الطريقة في الأناضول، ولا يعرف تحديدا من قام ببنائه، لكنه يعود إلى 200 عام تقريبا وفقا لروايات الآباء والأجداد، وقد تم ترميمه عام 1959 م، وتم ترميمه مرة أخرى بعد ذلك- وفقا لوكالة الأناضول.

### مسجد «ألباشي أوغلو»
يقع بولاية «طوقات»، شمالي تركيا، الذي بناه (ألباشي سيد أحمد) في القرن الـ 18 الميلادي من الخشب والحجارة دون استخدام أية نوع من المسامير، وقد تم ترميمه في عام 2014 بشكل يتوافق مع الطراز الأصلي لهندسته المعمارية- وفقا لما جاء في الخليج أون لاين.

### مسجد «جاتاك صو تشوكور» الخشبي
يقع في ولاية أرضروم التركية، يعد تحفة للعمارة الإسلامية، نظرا لبنائه دون استخدام المسامير.
يعرف المسجد بين سكان المنطقة باسم مسجد «الألواح الخشبية»، حيث بُني من الخشب في العهد العثماني، دون استخدام المسامير لتثبيته.
ويستقبل المسجد الفريد من ناحية طرازه المعماري، الآلاف من السياح المحليين والأجانب، كل عام.
وبني المسجد من قبل درويش محمد أفندي، عام 1666، في قضاء أولور، بولاية أرضروم شرقي تركيا، ويحافظ المسجد الخشبي على رونقه، على مدار 4 قرون، بعد أن أجريت له أعمال صيانة عدة مرات. وعلى الرغم من إجراء العديد من أعمال الترميم للمسجد، إلا أنّ السقف الخشبي مازال محافظا على هيئته الأساسية. يتسع القسم الداخلي للمسجد لـ 400 شخص، أما المساحة الإجمالية لحرم المسجد فتبلغ 5 آلاف متر مربع.

### مسجد شاهزاده جهانكير
وشاهزاده جهانكير هو سادس أبناء السلطان سليمان القانوني. عانى الأمير من مشاكل صحية من صغره فساءت حالته وقيل أنه امتنع عن الطعام كمداً على أخيه فتوفى بسبب المرض والاكتئاب ونقل جثمانه لإسطنبول حيث دفن هناك.
وبعد وفاته أمر أبيه المعماري سنان آغا بتخليد ذكراه عن طريق بناء مسجد خشبي في حي على البوسفور في إسطنبول حيث اعتاد الأمير الذهاب إليه للترفيه، فبنى مسجد شاهزاده جهانكير ومنها اشتق اسم الحي وأصبح اسمه «مجاورة جهانكير».

### مساجد في دول آخرى
وهناك مساجد خشبية في دول أخرى اشتهرت بفن عمارتها وتصميمها منها

#### المسجد الخشبي في نيسابور
أما في مدينة نيسابور الإيرانية.. فيقف المسجد الخشبي فيها (بالفارسية: مسجد چوبي) فريدًا متميزًا في عمارته، فهو مصنوع بالكامل من الخشب، ومقاوم للزلازل في هذه المنطقة المعرضة لها، واستمر تشييده قرابة عامين، واستخدام في تشييده نحو عشرات الأطنان من الخشب المع

#### مسجد “أونج ديماك/ ديماك الكبير”
يعتبر مسجد “أونج ديماك/ ديماك الكبير” في جزيرة “جاوة” من أقدم مساجد اندونيسيا. ويُعتقد أنه بني على يد دعاة الإسلام الأوائل الذين لقبوا بأولياء الله التسعة، وبالرغم من تجديد مسجد “ديماك الكبير” عدة مرات إلا أنه ظل محتفظًا بمعماره الخشبي الأصلي العريق، وهذا المسجد بدون قبة، لكن ينقسم سقفه إلى ثلاثة مستويات.

#### مسجد “شّْياَن” الكبير
يعد مسجد “شّْياَن” الكبير بإقليم “شنشي” أقدم وأكبر مساجد الصين، ويقع على مساحة 12,000 مترًا مربعًا، ويبدو المسجد شبيهًا بالبيوت الرباعية الصينية القديمة، وقد شُيد في عهد الخليفة عثمان بن عفان رضي الله عنه. وحسب النصب الحجري داخل المسجد.. فإنه بني عام 762م أي في السنة الأولى من حكم الإمبراطور “لى لونج جى” (685-762م)، في أوائل فترة أسرة “تانج” حيث كانت مدينة “شيآن” هي عاصمة الصين، وتتكون جدران مسجد “شّْياَن” الكبير من الخشب العطري الثمين، كما نُقش علي تلك الجدران القرآن الكريم كاملاً، وتتجلى روعة المسجد في ترتيبه المتناسق ومبانيه المنسجمة العمارة، كما تتجلى فيه دقة النقوش الزخرفية على أبواب مبانيه الخشبية وجمال الثريات المتدلية من سقف قاعة الصلاة.

#### مسجد ٣٠٠
مسجد ٣٠٠ واحد من أقدم المساجد في تايلاند، والمعروف أيضا باسم مسجد الإمام الحسين أو المسجد تالو مانو، يقع المسجد في مقاطعة ناراثيوات وهي من المقاطعات الجنوبية في تايلاند، المسجد لا يزال قيد الاستخدام حتى اليوم من قبل الجالية المسلمة الكبيرة في المنطقة، تم بناء المسجد في عام 1634 لخدمة المجتمع الإسلامي الذين استقروا حديثا في ذلك الوقت، يعد المسجد أقدم مسجد خشبي في تايلاندبني المسجد من الخشب من شجرة الطائر الطنان والمسامير وكانت تستخدم أسافين لعقد الخشب في مكانه لانه لم يكن قد اخترعت المسامير، تم سقف المسجد الأصلي من أوراق شجرة النخيل وتم تغييره لاحقا إلى البلاط والطين، ويتكون المسجد من مبنيين المبنى الأكبر والمبنى الأصغر حيث يقع المحراب ويحتوي أيضا على مئذنة بنيت على الطريقة الصينية.
المسجد يجمع بين عدة أنماط معمارية، فعو خليط العمارة الصينية وقد بني المسجد من الخشب من شجرة الطائر الطنان وشجرة الخشب الحديدي لأن المسامير لم اخترع في ذلك الوقت، وكانت تستخدم أسافين لعقد الخشب في مكانه، تم سقف المسجد الأصلي من أوراق شجرة النخيل وتم تغييره لاحقا إلى البلاط والطين، ويتكون المسجد من مبنيين المبنى الأصغر حيث يقع المحراب وله ثلاث طبقات من السقف، ويحتوي أيضا على مئذنة بنيت على الطريقة الصينية، المبنى الأكبر بناء ذو تأثير معماري تايلاندي أكبر من المبنى الأصغر، جدران كلا المبنيين لديها طراز تايلاندي صيني ماليزي من أشكال التصاميم والأنماط.

#### المساجد في بولندا
وقد بُني المسجد الخشبي في “كروسزنياني” ببولندا عام 1871م. وهو يعد أقدم مساجدها. ولمحاولة سد العجز في المساجد، يقوم المسلمون بإنشاء المساجد الخشبية قليلة التكلفة، وصغيرة الحجم إلى حد ما، ولذلك تنتشر هذه المساجد في الأحياء الإسلامية بالعاصمة “وارسو” وغيرها من المدن البولندية. وقد تحولت المساجد الخشبية إلى رمز وتراث يشير إلى “تتار ليبكا”.
1. ↑  "المساجد الخشبية.. ثقافة نقلها الأتراك من آسيا الوسطى إلى الأناضول - IslamOnline اسلام اون لاين". web.archive.org. 28 يناير 2021. مؤرشف من الأصل في 2021-01-28. اطلع عليه بتاريخ 2021-04-15.{{استشهاد ويب}}:  صيانة الاستشهاد: BOT: original URL status unknown (link)
2. ↑  "جريدة زمان التركية". مؤرشف من الأصل في 2021-04-15. اطلع عليه بتاريخ 2021-04-17.{{استشهاد ويب}}:  صيانة الاستشهاد: BOT: original URL status unknown (link)
3. ↑  "مسجد بدون مسامير في تركيا". مؤرشف من الأصل في 2021-04-17.
4. ↑  "المسجد الخشبي في ضاحية نيسابور". web.archive.org. 27 فبراير 2019. مؤرشف من الأصل في 2019-02-27. اطلع عليه بتاريخ 2021-04-15.{{استشهاد ويب}}:  صيانة الاستشهاد: BOT: original URL status unknown (link)